# Ibne Sade de Bagdá
Muhammad ibn Sa'd ibn Mani' al-Baghdadi ou Ibn Sa'd (em árabe: ابن سعد), freqüentemente chamado de Katib ul-Waqidi (Secretário de Waqidi) (nasceu em 168 AH/784 DC) e morreu em 230 AH/845 DC, foi um islâmico Sunita estudioso do Islã e biógrafo árabe, foi discípulo de Uaquidi e outros celebrados professores. Nascido em Baçorá, viveu no entanto a maior parte de sua vida em Bagdá, teve boa reputação e escreveu livros considerados muito precisos e confiáveis, que foram muito utilizados como referência por outros estudiosos  e historiadores mais tarde.

## Obras
- The book of The Major Classes (Em árabe: Kitab Tabaqat Al-Kubra, ou al-Kabir)

Kitab at-Tabaqat é um compêndio de informações biográficas sobre famosas personalidades islâmicas. Trata-se de um conjunto de oito volumesː
- Livros 1 e 2 contêm um sirat  (biografia) de Maomé;
- Livros 3 e 4 contêm dados biográficos dos companheiros de Maomé;
- Livros 5, 6 e 7 contêm noticias biográficas de acadêmicos islâmicos posteriores;
- Livro 8 contém biografias  de mulheres Islâmicas.

Os volumes 3, 5, 7 e 8 foram mais tarde traduzidos para língua inglesa por Aisha Bewley e publicados com os titulos  Companions of Badr, Men of Madina and Women of Madina.
Os volumes 1 e 2 também já se encontram traduzidos para inglês.
A autoria deste trabalho, o mais importante ,  de Ibn Sa'd foi atestada num postscript da obra,  adicionado por um escritor posterior. Nessa nota ele é descrito como "cliente de al-Husayn ibn 'Abdullah da familia Abássida 